# KDStV Staufia Bonn
Die Katholische Deutsche Studentenverbindung Staufia Bonn im CV, kurz K.D.St.V. Staufia, ist eine nichtschlagende, farbentragende, katholische Studentenverbindung. Sie wurde am 28. Februar 1905 als Tochterverbindung der KDStV Bavaria zu Bonn gegründet und trat noch im selben Jahr dem Cartellverband der katholischen deutschen Studentenverbindungen (CV) bei.

## Geschichte
Als die KDStV Bavaria im Jahr 1904 mehr als 50 Aktive vor Ort zählte, wurde am 28. Februar die Teilung der Verbindung und die Gründung der Staufia beschlossen. In den CV wurde Staufia auf der Cartellversammlung 1905 aufgenommen, heute hat sie die Nummer 44 im CV. Im Jahre 1907 gründete sich der Heimverein, der sich um den Erwerb eines Hauses bemühte, welches schon bald bezogen werden konnte. Aufgrund des großen Zustroms an neuen Mitgliedern wurde ein Umzug unausweichlich, der 1919 in ein Haus an der Römerstraße erfolgte.
In den 1920er Jahren engagierten sich viele Staufen in der Hochschulpolitik, Staufia stellte Mitglieder und Vorsitz des AStA (Allgemeiner Studierendenausschuss). Nach der Machtergreifung der Nationalsozialisten wurde Staufia in eine Kameradschaft umgewandelt. Als Staufia in Vollwichs an der Bonner Fronleichnamsprozession teilnahm, erhielt sie das Verbot des Farbentragens durch den „Studentenführer“. Als der CV 1935 die Selbstauflösung beschloss, geschah dies gegen die Stimme Staufias und vier weiterer Verbindungen. Im Sommersemester 1936 musste der Aktivenbetrieb eingestellt, 1938 die Altherrenschaft aufgelöst werden. Mit Franz Virnich wurde ein bekannter Bonner Staufe wegen seiner Parodie auf das Horst-Wessel-Lied durch die Gestapo verfolgt.
Die Altherrenschaft wurde am 15. Mai 1947 (Himmelfahrtstag) auf der Godesburg wiedergegründet, die Aktivitas dann am 5. Dezember 1947. Das Haus an der Quantiusstraße 17 kam nach einigen Querelen im Jahr 1950 schrittweise wieder in den Besitz Staufias. In den ersten Nachkriegsjahren schloss man Freundschaftsabkommen mit dem WKStV Unitas-Salia zu Bonn (ursprünglich mit dem WKStV Unitas-Sigfridia zu Bonn) im UV und dem KStV Arminia Bonn im KV.
Nach Kriegsende hatten die Alliierten einen Großteil der deutschen Vereinigungen wie auch das Tragen von Uniformen, Waffen und Farben verboten. Bei der 65. CV-Versammlung 1951 in Bonn kam es darüber zu einer offenen Konfrontation. Mitglieder von sechs katholischen Verbindungen aus Bonn zeigten trotz vorher explizit durch den Senat der Universität Bonn ausgesprochenen Verbots öffentlich in ihren Farben. Daraufhin entzog der Senat den sechs betroffenen Verbindungen (Ascania, Bavaria, Novesia, Ripuaria, Staufia und Tuisconia) die Zulassung. Einige der betroffenen Verbindungen erhoben gegen diese Entscheidung Klage. Die Staufia erreichte schließlich 1952 vor dem Landesverwaltungsgericht Köln eine Aufhebung des Senatsbeschlusses. Zusätzlich wurde dem Senat mit dem Urteil die Befugnis abgesprochen, einer Verbindung die Zulassung zu entziehen.
1961 wurde das renovierungsbedürftige Haus an der Quantiusstraße aufgegeben und ein neues Haus in der Baumschulallee gebaut.
1965 wurde mit Hans-Jürgen Ewald ein Staufia-Mitglied zum Vorsitzenden des AStA der Universität Bonn gewählt. Ewald für viele Jahre der letzte Bonner AStA-Vorsitzende, der nicht dem linken Spektrum zugerechnet wurde.
1968, während der Zeit des Kabinetts Kiesinger, wurde das Verbindungsmitglied Heinrich Brand der Staufia Bonn vom Nachrichtenmagazin Der Spiegel als Weichensteller des Nepotismus des Studentenverbindungsmilieus im staatlichen Bereich bezeichnet, da an vielen Stellen im Bonner Apparat „Alte Herren“ saßen.
Ebenfalls 1968 stellte Staufia das Vorortspräsidium des CV. Die 1970er und 1980er Jahre waren unter anderem wieder durch eine rege Mitwirkung Staufias im Studentenparlament und im AStA gekennzeichnet.
2005 feierte die Staufia Bonn ihr hundertjähriges Jubiläum in der Rheinhalle in Bornheim. Festredner war Paul Kirchhof; Papst Benedikt XVI. sandte ein Glückwunschtelegramm mit dem Apostolischen Segen. Im selben Jahr schloss man ein Freundschaftsabkommen mit der KDStV Hohenstaufen zu Freiburg.
2023 musste die Staufia aufgrund schwindender Aktivenzahlen bei den anderen Verbindungen des Bonner Cartellverbandes um Stützburschen bitten. Die Verbindungen K.D.St.V. Alania-Bonn im CV und K.D.St.V. Borusso-Westfalia Bonn im CV entsendeten daraufhin mehrere Aktive Mitglieder, um die Staufia zu unterstützen.
2024 erließ die Staufia einen Beschluss, nach dem eine Mitgliedschaft in der Partei „Alternative für Deutschland“ nicht mit einer Mitgliedschaft in der Staufia vereinbar sei. Der Cartellverband, sowie diverse weitere (hauptsächlich in Bonn angesiedelte) Studentenverbindungen nahmen den Beschluss zum Anlass, sich ebenfalls öffentlich von der AFD zu distanzieren. Im Cartellverband sorgte der Vorstoß der Staufia auch für eine inhaltliche Debatte zur politischen Positionierung und Unvereinbarkeitsbeschlüssen im Allgemeinen.

## Brauchtum und Symbole

Wappen der Staufia-Bonn

Die Staufia hat die Prinzipien des Cartellverbands und führt den Wahlspruch: Suum cuique! (Jedem das Seine!)
Die Farben sind Hellgrau-Weiß-Hellblau für Burschen (Vollmitglieder) und Hellgrau-Weiß für Füchse (Neumitglieder). Als Kopfbedeckung wird ein silbergrauer Seidenstürmer getragen. Zusätzlich zu seinem Burschenband trägt der Senior der Staufia als Amtsinsignien das Ehrenband der K.D.St.V. Hohenstaufen zu Freiburg auf der linken Schulter, sowie einen speziellen Bierzipfel in den Farben des WKStV Unitas-Salia und KStV Arminia zu Bonn.
Das Studentenwappen der Staufia enthält im linken oberen Teil die Farben der Staufia-Bonn, unten rechts die Farben der Mutterverbindung Bavaria. Auf dem diagonal verlaufenden weißen Streifen steht der Wahlspruch. Im unteren linken Viertel ist Konradin, der letzte Staufer, mit dessen Todesjahr 1268 zu sehen. Rechts oben findet sich das Kreuz des Erzbistums Köln sowie der schreitende Löwe aus dem Bonner Wappen. In der Mitte des Wappens ist der Staufen-Zirkel auf hellgrauem Hintergrund zu sehen, umrahmt vom Gründungsdatum.

## Bekannte Mitglieder
- Wolfgang Bergsdorf (1941–2024), Politikwissenschaftler, Berater von Bundeskanzler Kohl, ehem. Präsident der Universität Erfurt, Präsident der Görres-Gesellschaft
- Wolfgang Binsfeld (1928–2011), Archäologe
- Heinrich Brand (1887–1971), Jurist, Leiter Bundespresseamt, Regierungspräsident Aachen
- Arnold Bunghartz (1886–1963), Jurist, MdL
- Edmund Dillinger (1935–2022), Ordensprälat, Bundesseelsorger des CV, Gründer der CV-Afrika-Hilfe, Missbrauchtäter
- Adolf Flecken (1889–1966), Innen- und Finanzminister von NRW, Philistersenior der KDStV Staufia von 1926–1965
- Philipp Jenninger (1932–2018), Präsident des Deutschen Bundestages
- Friedhelm Koch (* 1937), Brigadegeneral a. D. der Luftwaffe der Bundeswehr
- Peter Kohlgraf (* 1967), römisch-katholischer Geistlicher und Bischof von Mainz
- Alexander Knur (1897–1987), Jurist, Notar, Professor
- Werner Kuhn (* 1955), Dipl.-Ing., Präsident des DRK Mecklenburg-Vorpommern, MdL, MdEP
- Carl Otto Lenz (* 1930), Rechtsanwalt, Politiker (CDU), ehemaliger Generalanwalt am Europäischen Gerichtshof
- Wilhelm Loschelder (1900–1989), Verwaltungsjurist, Staatssekretär, Honorarprofessor
- Karl Nüßgens (1914–1998), Vorsitzender Richter am BGH
- Dionysius Ortsiefer (1874–1946), Franziskaner, Priester
- Pierre Pflimlin (1907–2000), Jurist, Oberbürgermeister von Straßburg, französischer Ministerpräsident, Präsident des Europäischen Parlamentes (Ehrenmitglied)
- Paul Schaaff (1885–1966), Jurist, Landrat Kreis Düren
- Hermann Wilhelm Thywissen (1917–2008), Oberbürgermeister von Neuss
- Franz Virnich (1882–1943), Gutsbesitzer, Jurist, NS-Verfolgter und Märtyrer
- Karl Weber (1898–1985), Jurist, Präsident der Bundesrechtsanwaltskammer, MdB, Bundesminister der Justiz